# Интеркорс (Пенсильвания)
Интеркорс (англ. Intercourse) — статистически обособленная местность в округе Ланкастер, штат Пенсильвания, США. В 2010 году в местности проживали 1274 человек.
Населённый пункт был основан в 1754 году. Первоначально он назывался Кросс-Кейс в честь местной таверны, а поменял имя в 1814 году.

## Географическое положение
По данным Бюро переписи населения США Интеркорс имеет площадь 5,5 км². Полностью находится на территории тауншипа Ликок.

## Население
По данным переписи 2010 года население Интеркорса составляло 1274 человек (из них 47,9 % мужчин и 52,1 % женщин), в местности было 462 домашних хозяйства и 345 семей. На территории города было расположено 494 постройки со средней плотностью 89,8 построек на один квадратный километр суши. Расовый состав: белые — 97,7 %, афроамериканцы — 0,4 %, азиаты — 1,2 % и представители двух и более рас — 0,2 %.
Население города по возрастному диапазону по данным переписи 2010 года распределилось следующим образом: 26,8 % — жители младше 18 лет, 4,1 % — между 18 и 21 годами, 48,5 % — от 21 до 65 лет и 20,6 % — в возрасте 65 лет и старше. Средний возраст населения — 40,6 года. На каждые 100 женщин в Интеркорсе приходилось 91,9 мужчин, при этом на 100 совершеннолетних женщин приходилось уже 96,6 мужчин сопоставимого возраста.
Из 462 домашних хозяйств 74,7 % представляли собой семьи: 69,0 % совместно проживающих супружеских пар (25,3 % с детьми младше 18 лет); 4,5 % — женщины, проживающие без мужей и 1,1 % — мужчины, проживающие без жён. 25,3 % не имели семьи. В среднем домашнее хозяйство ведут 2,76 человека, а средний размер семьи — 3,3 человека. В одиночестве проживали 22,5 % населения, 12,1 % составляли одинокие пожилые люди (старше 65 лет).

## Экономика
В 2015 году из 1297 человек старше 16 лет имели работу 737. В 2014 году медианный доход на семью оценивался в 55 708 $, на домашнее хозяйство — в 53 947 $. Доход на душу населения — 25 943 $ в год. 4,6 % от всего числа семей в Интеркорсе и 8,2 % от всей численности населения находилось на момент переписи за чертой бедности.